# Tectologie

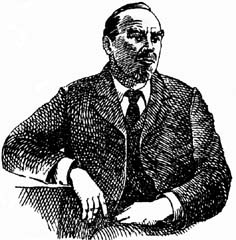
Alexandre Bogdanov

La tectologie est une approche scientifique des systèmes dont le projet trouve sa première formulation dans l’œuvre du scientifique et philosophe marxiste Alexandre Bogdanov, qui en forge le terme et publie en 1913 un livre au titre éponyme, La Tectologie (en russe : Tектология,). Elle s'appuie sur la thèse moniste selon laquelle les mêmes lois s'exercent à tous les niveaux de la réalité, et sur l'idée d'une ressemblance structurelle des différentes sphères de la réalité. Elle met également en avant la notion d' « équilibre dynamique » et de « mécanisme de régulation », correspondant à l'état optimal d'un système,.
Bien qu'intégrée au départ dans le corpus idéologique marxiste de Bogdanov, la tectologie a connu en tant que science de l'organisation un développement ultérieur concret, notamment dans la théorie des systèmes sociaux de Talcott Parsons, dans la théorie des systèmes politiques de David Easton et de Gabriel Almond, dans la théorie de l'action formulée par Michel Crozier et Erhard Friedberg, dans la théorie de l'organisation du travail et de la gestion de la production pensée et appliquée par Taylor et Henry Ford, ainsi que dans certaines théories du management. Certains de ses aspects ont ensuite été développés en lien avec la théorie générale des systèmes de Bertalanffy, ainsi qu'avec la cybernétique et les théories reposant sur le concept de synergie (en particulier la théorie synergique de l'évolution).